# ریماروو
ریماروو (به لاتین: Rýmařov) یک منطقهٔ مسکونی در جمهوری چک است که در شهرستان برونتال واقع شده‌است. ریماروو ۹٬۰۳۸ نفر جمعیت دارد.

## خواهرخوانده
شهرهای شتن، بل‌اوی، Crosne، کرمپاخی و Gmina Ozimek خواهرخوانده‌های ریماروو هستند.